# Gérard Detourbet
Gérard Detourbet (* 28. September 1946 in Paris; † 5. Dezember 2019) war ein französischer Automobilmanager, der seit 1971 für Renault in vielfältigen Positionen arbeitete und ab 1. Januar 2012 als Managing Director der Renault-Nissan-Allianz A-Segment Entwicklungseinheit fungierte.
Bekannt wurde er in seiner vorherigen Funktion als Direktor von Renault für Einsteigerautos als „Vater“ der Dacia-Projekte Logan und Duster sowie als verantwortlicher Leiter für die Entwicklung des Renault Kwid.
Im Jahr 2014 erreichte bei Renault das von Gérard Detourbet wesentlich mit aufgebaute Niedrigpreissegment einen Anteil von 42 Prozent des Konzernumsatzes. Die Gewinne dieses Segmentes hatten Renault auch durch die Automobilkrise 2009 getragen.

## Lebensweg
Gérard Detourbet war zunächst Mathematik-Dozent an einer Universität, bevor er 1971 in das Computertrainingscenter von Renault eintrat. Später durchlief er eine Vielzahl von Stationen innerhalb des Renault-Konzerns. Darunter war die des verantwortlichen Entwicklers für die Karosserie des Renault 25. 1991 wurde er Produktmanager für Motoren und 1997 für den Antriebsstrang.
Ab 2003 verantwortete Detourbet die Entwicklung des Projektes X90 (Logan). Renault hatte 1999 von der rumänischen Regierung den Automobilhersteller Dacia übernommen und wollte bei dieser Tochtergesellschaft im Niedriglohnland Rumänien ein modernes, aber sehr günstig zu produzierendes Basisauto für Osteuropa und die Entwicklungsländer bauen.
Detourbet gelang es, Dacia und die Zulieferer auf hohe Kosteneffizienz auszurichten. Auf Basis des Logan wurden weitere Modelle wie der Sandero, Dokker oder Duster angeboten.
2004 verkaufte Dacia 22.833 Logans in Rumänien.
2005 wurden über 145.000 Fahrzeuge verkauft und 2007 dann 367.000.
Der Logan fand auch in den Ländern Westeuropas kostenbewusste Käufer. Im Jahr 2015 verkaufte Dacia weltweit über 550.000 Fahrzeuge.
Danach leitete Detourbet in Indien nach den gleichen Prinzipien die Entwicklung der von Grund auf neuen CMF-A-Plattform. Sie kostete insgesamt etwas über 400 Millionen Euro, was für ein Projekt dieser Größe aber wenig ist. Auf dieser Plattform basieren der Renault Kwid (ab etwa 3500 Euro erhältlich – 257.000 bis 353.000 Rupien), der Datsun redi-GO und zum Teil auch der in Europa erhältliche Dacia Spring. Der Redi-Go ist einer der günstigsten Wagen auf dem indischen Markt. 2022 war er ab 383.000 Indische Rupien zu haben, was rund 4.750 Euro entspricht.